# Süper Lig 2024–25
Giải bóng đá vô địch quốc gia Thổ Nhĩ Kỳ 2024–25 (Süper Lig  2024–25, tên chính thức là Trendyol Süper Lig 2024–25 vì lý do tài trợ) là mùa giải thứ 67 của Süper Lig, giải bóng đá hạng cao nhất của Thổ Nhĩ Kỳ.

## Các đội bóng
Tổng cộng có 19 đội tham gia giải đấu, bao gồm 16 đội từ mùa giải 2023–24 và ba đội thăng hạng từ TFF First League 2023–24. Bốn đội xếp cuối bảng sẽ xuống chơi tại Giải hạng nhất quốc gia 2025–26.

### Những thay đổi từ mùa giải trước
İstanbulspor là đội đầu tiên xuống hạng nhất 2024–25 sau trận thua 2–1 trước Fatih Karagümrük trên sân nhà vào ngày 20 tháng 4 năm 2024, chấm dứt hai năm trụ lại Süper Lig. Bản thân Fatih Karagümrük cũng xuống hạng sau trận thua 3–1 trước Gaziantep vào ngày 18 tháng 5 năm 2024, chấm dứt bốn năm trụ lại ở hạng đấu cao nhất. Pendikspor là đội thứ ba xuống hạng sau trận thua 1–0 trước Gaziantep vào ngày 26 tháng 5 năm 2024, chỉ một năm ở hạng đấu cao nhất. Đội thứ tư và cuối cùng xuống hạng là Ankaragücü, xuống hạng sau trận thua 4–2 trên sân khách trước Trabzonspor vào ngày 26 tháng 5 năm 2024, chấm dứt hai năm trụ lại ở hạng đấu cao nhất. Điều này có nghĩa là sẽ không có đội bóng nào của Ankara tham gia Süper Lig trong ít nhất hai năm.
Đội đầu tiên được thăng hạng là Eyüpspor, đội đã giành chiến thắng 4–1 trên sân nhà trước Altay vào ngày 23 tháng 4 năm 2024 và giúp họ thăng hạng lên Süper Lig lần đầu tiên trong lịch sử. Đội thứ hai được thăng hạng là Göztepe, đội đã giành chiến thắng 2–0 trước Gençlerbirliği trên sân nhà vào ngày 28 tháng 4 năm 2024 để trở lại hạng đấu cao nhất sau hai năm. Điều này có nghĩa là İzmir sẽ được đại diện sau hai năm vắng bóng. Bodrum là đội thứ ba và cũng là đội cuối cùng đủ điều kiện tham dự Süper Lig, lần đầu tiên trong lịch sử, sau khi đánh bại Sakaryaspor với tỷ số 3–1 trong hiệp phụ sau khi hòa 1–1, trong trận chung kết play-off vào ngày 30 tháng 5 năm 2024 tại Adana. Điều này có nghĩa là Muğla sẽ được đại diện lần đầu tiên trong lịch sử của Süper Lig.

### Sân vận động
Ghi chú: Bảng liệt kê theo thứ tự bảng chữ cái.
| Đội             | Thành phố/quận | Tỉnh      | Sân vận động           | Sức chứa |
| --------------- | -------------- | --------- | ---------------------- | -------- |
| Adana Demirspor | Adana          | Adana     | Adana mới              | 30.960   |
| Alanyaspor      | Alanya         | Antalya   | Alanya Oba             | 9.789    |
| Antalyaspor     | Antalya        | Antalya   | Corendon Airlines Park | 29.307   |
| Başakşehir      | Başakşehir     | Istanbul  | Başakşehir Fatih Terim | 17.156   |
| Beşiktaş        | Beşiktaş       | Istanbul  | Tüpraş                 | 42.445   |
| Bodrum          | Bodrum         | Muğla     | Bodrum District        | 3.925    |
| Eyüpspor        | Eyüpsultan     | Istanbul  | Recep Tayyip Erdoğan   | 13.797   |
| Fenerbahçe      | Kadıköy        | Istanbul  | Ülker                  | 47.430   |
| Galatasaray     | Sarıyer        | Istanbul  | Rams Park              | 53.978   |
| Gaziantep       | Gaziantep      | Gaziantep | Kalyon                 | 30.320   |
| Göztepe         | Göztepe        | İzmir     | Gürsel Aksel           | 19.713   |
| Hatayspor       | Antakya        | Hatay     | Mersin                 | 25.000   |
| Kasımpaşa       | Kasımpaşa      | Istanbul  | Recep Tayyip Erdoğan   | 13.797   |
| Kayserispor     | Kayseri        | Kayseri   | RHG Enertürk Enerji    | 32.864   |
| Konyaspor       | Konya          | Konya     | Konya                  | 41.600   |
| Rizespor        | Rize           | Rize      | Rize                   | 14.850   |
| Samsunspor      | Samsun         | Samsun    | Samsun 19 Mayıs        | 33.919   |
| Sivasspor       | Sivas          | Sivas     | Sivas 4 Eylül mới      | 27.734   |
| Trabzonspor     | Trabzon        | Trabzon   | Papara Park            | 40.980   |

1. ↑  Hatayspor chơi các trận đấu trên sân nhà của họ tại Mersin do sân vận động Hatay bị ảnh hưởng bởi trận động đất Thổ Nhĩ Kỳ-Syria năm 2023.

### Nhân sự và nhà tài trợ
| Đội             | Huấn luyện viên trưởng | Đội trưởng                | Nhà sản xuất trang phục | Nhà tài trợ áo đấu                                        | Nhà tài trợ áo đấu |
| Đội             | Huấn luyện viên trưởng | Đội trưởng                | Nhà sản xuất trang phục | Chính                                                     | Khác0 |
| --------------- | ---------------------- | ------------------------- | ----------------------- | --------------------------------------------------------- | --- |
| Adana Demirspor | Mustafa Alper Avcı     | Semih Güler               | Joma                    | Bitexen/ Havamaş/ As İnşaat/ Doa Temizlik/ Nakkaş Holding | Danh sách - - Hông: Doa Temizlik - Sau: Kozuva - Tay áo: Eforgaz, Renticar - Quần: không - Tất: Bitexen                                            |
| Alanyaspor      | João Pereira           | Efecan Karaca             | Puma                    | TAV Airports                                              | Danh sách - - Hông: Grosun Yenilenebilir Enerji - Sau: Eminevim - Tay áo: Kırbıyık Holding, Corendon Airlines - Quần: không - Tất: không           |
| Antalyaspor     | Emre Belözoğlu         | Veysel Sarı               | Adidas                  | Güral Premier/ Akar Life/ Corendon Airlines               | Danh sách - - Hông: Otomobilien - Sau: Anex Tour - Tay áo: Corendon Airlines - Quần: HDI Sigorta, Pasha Group - Tất: Aderan Global                 |
| Başakşehir      | Çağdaş Atan            | Volkan Babacan            | Puma                    | Todini Costruzioni                                        | Danh sách - - Hông: không - Sau: YKT Filo Kiralama - Tay áo: HDI Sigorta - Quần: không - Tất: không                                                |
| Beşiktaş        | Ole Gunnar Solskjær    | Necip Uysal               | Adidas                  | Beko                                                      | Danh sách - - Hông: không - Sau: Safi Çimento - Tay áo: Nesine.com, Papara - Quần: Bahçeşehir University, Pasha Group - Tất: Papara                |
| Bodrum          | José Morais            | Erkan Değişmez            | Puma                    | CIP Travel Agency                                         | Danh sách - - Hông: Batu Logistics - Sau: Acropol Bodrum - Tay áo: Talay Logistics - Quần: Tuttur, Pasha Group - Tất: RM İstanbul                  |
| Eyüpspor        | Arda Turan             | Caner Erkin               | Nike                    | Green Motion Car Rental/ Ikas                             | Danh sách - - Hông: không - Sau: YKT Filo Kiralama - Tay áo: NGN, Magdeburger Sigorta - Q: Ikas/ Fimoto Filo, Green Motion Car Rental - Tất: không |
| Fenerbahçe      | José Mourinho          | Edin Džeko                | Puma                    | Otokoç                                                    | Danh sách - - Hông: Safiport - Sau: Halley - Tay áo: Nesine, Alpet - Quần: Pürsu, Pasha Group - Tất: Gedik Yatırım                                 |
| Galatasaray     | Okan Buruk             | Fernando Muslera          | Puma                    | Sixt                                                      | Danh sách - - Hông: Alpcans - Sau: Pasifik Holding - Tay áo: Arkham Intelligence, Bilyoner - Quần: AHL Pay, Pasha Group - Tất: NGN                 |
| Gaziantep       |                        | Mustafa Burak Bozan       | Adidas                  | Şahinbey                                                  | Danh sách - - Hông: Şehitkamil - Sau: Köksan - Tay áo: York Car Rental - Quần: Şehitkamil - Tất: không                                             |
| Göztepe         | Stanimir Stoilov       | İsmail Köybaşı            | Umbro                   | Yunusoğlu İnşaat                                          | Danh sách - - Hông: không - Sau: Solares - Tay áo: Nesine - Quần: HDI Sigorta, Pasha Group - Tất: EMOT Hastanesi                                   |
| Hatayspor       | Murat Şahin            | Kamil Ahmet Çörekçi       | Puma                    | không                                                     | Danh sách - - Hông: không - Sau: The Museum Hotel Antakya - Tay áo: không - Quần: không - Tất: không                                               |
| Kasımpaşa       | Burak Yılmaz           | Kenneth Omeruo            | Puma                    | Ciner                                                     | Danh sách - - Hông: không - Sau: Aksa - Tay áo: Uludağ - Quần: Rent Go - Tất: không                                                                |
| Kayserispor     | Sergej Jakirović       | Dimitris Kolovetsios      | Nike                    | İstikbal                                                  | Danh sách - - Hông: không - Sau: không - Tay áo: không - Quần: Reges Elektrik - Tất: không                                                         |
| Konyaspor       | Recep Uçar             | Guilherme                 | New Balance             | Tümosan                                                   | Danh sách - - Hông: Rent Go - Sau: Atiker - Tay áo: Torku - Quần: Onvo, Pasha Group - Tất: Maslak Yatırım                                          |
| Rizespor        | İlhan Palut            | Casper Højer/ Mithat Pala | Nike                    | Çaykur                                                    | Danh sách - - Hông: không - Sau: không - Tay áo: Didi Soğuk Çay - Quần: Didi Soğuk Çay - Tất: không                                                |
| Samsunspor      | Thomas Reis            | Zeki Yavru                | Hummel                  | không (Reeder S919 2 trận, Max 1 trận)                    | Danh sách - - Hông: không - Sau: không - Tay áo: không - Quần: Otomobilen, Onvo - Tất: không                                                       |
| Sivasspor       | Rıza Çalımbay          | Ziya Erdal                | Hummel                  | Emay Panel                                                | Danh sách - - Hông: không - Sau: Aksa - Tay áo: không - Quần: Misli - Tất: không                                                                   |
| Trabzonspor     | Fatih Tekke            | Uğurcan Çakır             | Joma                    | Papara                                                    | Danh sách - - Hông: không - Sau: WhiteBIT - Tay áo: Safiport, QNB Finansbank - Quần: Rent Go, Papara - Tất: không                                  |

### Thay đổi huấn luyện viên
| Đội             | HLV ra đi                | Lý do                | Ngày ra đi | Vị trí trên BXH | HLV đến                      | Ngày ký    |
| --------------- | ------------------------ | -------------------- | ---------- | --------------- | ---------------------------- | ---------- |
| Fenerbahçe      | İsmail Kartal            | Hết hợp đồng         | 31/5/2024  | Trước mùa giải  | José Mourinho                | 2/6/2024   |
| Antalyaspor     | Sergen Yalçın            | Hết hợp đồng         | 30/6/2024  | Trước mùa giải  | Alex                         | 30/5/2024  |
| Samsunspor      | Markus Gisdol            | Hết hợp đồng         | 30/6/2024  | Trước mùa giải  | Thomas Reis                  | 12/6/2024  |
| Beşiktaş        | Serdar Topraktepe        | Hết quản lý tạm thời | 26/5/2024  | Trước mùa giải  | Giovanni van Bronckhorst     | 5/6/2024   |
| Adana Demirspor | Hikmet Karaman           | Hết hợp đồng         | 22/5/2024  | Trước mùa giải  | Michael Valkanis             | 8/7/2024   |
| Trabzonspor     | Abdullah Avcı            | Thỏa thuận           | 31/8/2024  | thứ 16          | Şenol Güneş                  | 3/9/2024   |
| Hatayspor       | Özhan Pulat              | Thỏa thuận           | 7/9/2024   | thứ 18          | Rıza Çalımbay                | 8/9/2024   |
| Adana Demirspor | Michael Valkanis         | Sa thải              | 23/9/2024  | thứ 19          | Serkan Damla                 | 22/10/2024 |
| Kayserispor     | Burak Yılmaz             | Từ chức              | 30/9/2024  | thứ 17          | Sinan Kaloğlu                | 3/10/2024  |
| Bodrum          | İsmet Taşdemir           | Thỏa thuận           | 29/10/2024 | thứ 13          | Volkan Demirel               | 31/10/2024 |
| Konyaspor       | Ali Çamdalı              | Thỏa thuận           | 30/10/2024 | thứ 11          | Recep Uçar                   | 30/10/2024 |
| Alanyaspor      | Fatih Tekke              | Từ chức              | 3/11/2024  | thứ 15          | Sami Uğurlu                  | 7/11/2024  |
| Kasımpaşa       | Sami Uğurlu              | Thỏa thuận           | 6/11/2024  | thứ 10          | Hakan Keleş                  | 13/11/2024 |
| Adana Demirspor | Serkan Damla             | Từ chức              | 28/11/2024 | thứ 19          | Mustafa Dalcı                | 29/11/2024 |
| Beşiktaş        | Giovanni van Bronckhorst | Sa thải              | 30/11/2024 | thứ 6           | Serdar Topraktepe (tạm thời) | 30/11/2024 |
| Sivasspor       | Bülent Uygun             | Sa thải              | 14/12/2024 | thứ 12          | Ömer Erdoğan                 | 16/12/2024 |
| Hatayspor       | Rıza Çalımbay            | Thỏa thuận           | 24/12/2024 | thứ 18          | Yılmaz Bal (tạm thời)        | 24/12/2024 |
| Antalyaspor     | Alex                     | Thỏa thuận           | 13/1/2025  | thứ 13          | Emre Belözoğlu               | 14/1/2025  |
| Hatayspor       | Yılmaz Bal               | Hết quản lý tạm thời | 14/1/2025  | thứ 18          | Murat Şahin                  | 14/1/2025  |
| Beşiktaş        | Serdar Topraktepe        | Hết quản lý tạm thời | 17/1/2025  | thứ 6           | Ole Gunnar Solskjær          | 17/1/2025  |
| Kayserispor     | Sinan Kaloğlu            | Thỏa thuận           | 25/1/2025  | thứ 16          | Sergej Jakirović             | 28/1/2025  |
| Adana Demirspor | Mustafa Dalcı            | Thỏa thuận           | 28/1/2025  | thứ 19          | Mustafa Alper Avcı           | 28/1/2025  |
| Kasımpaşa       | Hakan Keleş              | Thỏa thuận           | 28/1/2025  | thứ 10          | Burak Yılmaz                 | 30/1/2025  |
| Bodrum          | Volkan Demirel           | Thỏa thuận           | 3/2/2025   | thứ 17          | José Morais                  | 8/2/2025   |
| Sivasspor       | Ömer Erdoğan             | Thỏa thuận           | 5/3/2025   | thứ 15          | Rıza Çalımbay                | 7/3/2025   |
| Trabzonspor     | Şenol Güneş              | Sa thải              | 10/3/2025  | thứ 11          | Fatih Tekke                  | 11/3/2025  |
| Alanyaspor      | Sami Uğurlu              | Thỏa thuận           | 20/3/2025  | thứ 13          | João Pereira                 | 22/3/2025  |
| Gaziantep       | Selçuk İnan              | Thỏa thuận           | 10/5/2025  | thứ 13          |                              |            |

## Bảng xếp hạng

### Bảng xếp hạng
| VT | Đội                 | ST | T  | H  | B  | BT | BB | HS  | Đ  | Giành quyền tham dự hoặc xuống hạng         |
| -- | ------------------- | -- | -- | -- | -- | -- | -- | --- | -- | ------------------------------------------- |
| 1  | Galatasaray (C)     | 36 | 30 | 5  | 1  | 91 | 31 | +60 | 95 | Tham dự vòng đấu hạng Champions League      |
| 2  | Fenerbahçe          | 36 | 26 | 6  | 4  | 90 | 39 | +51 | 84 | Tham dự vòng loại thứ ba Champions League   |
| 3  | Samsunspor          | 36 | 19 | 7  | 10 | 55 | 41 | +14 | 64 | Tham dự vòng play-off Europa League         |
| 4  | Beşiktaş            | 36 | 17 | 11 | 8  | 59 | 36 | +23 | 62 | Tham dự vòng loại thứ hai Europa League     |
| 5  | Başakşehir          | 36 | 16 | 6  | 14 | 60 | 56 | +4  | 54 | Tham dự vòng loại thứ hai Conference League |
| 6  | Eyüpspor            | 36 | 15 | 8  | 13 | 52 | 47 | +5  | 53 |                                             |
| 7  | Trabzonspor         | 36 | 13 | 12 | 11 | 58 | 45 | +13 | 51 |                                             |
| 8  | Göztepe             | 36 | 13 | 11 | 12 | 59 | 50 | +9  | 50 |                                             |
| 9  | Rizespor            | 36 | 15 | 4  | 17 | 52 | 58 | −6  | 49 |                                             |
| 10 | Kasımpaşa           | 36 | 11 | 14 | 11 | 62 | 63 | −1  | 47 |                                             |
| 11 | Konyaspor           | 36 | 13 | 7  | 16 | 45 | 50 | −5  | 46 |                                             |
| 12 | Alanyaspor          | 36 | 12 | 9  | 15 | 43 | 50 | −7  | 45 |                                             |
| 13 | Kayserispor         | 36 | 11 | 12 | 13 | 45 | 57 | −12 | 45 |                                             |
| 14 | Gaziantep           | 36 | 12 | 9  | 15 | 45 | 50 | −5  | 45 |                                             |
| 15 | Antalyaspor         | 36 | 12 | 8  | 16 | 37 | 62 | −25 | 44 |                                             |
| 16 | Bodrum (R)          | 36 | 9  | 10 | 17 | 26 | 43 | −17 | 37 | Xuống hạng TFF First League 2025–26         |
| 17 | Sivasspor (R)       | 36 | 9  | 8  | 19 | 44 | 60 | −16 | 35 | Xuống hạng TFF First League 2025–26         |
| 18 | Hatayspor (R)       | 36 | 6  | 8  | 22 | 47 | 74 | −27 | 26 | Xuống hạng TFF First League 2025–26         |
| 19 | Adana Demirspor (R) | 36 | 3  | 5  | 28 | 34 | 92 | −58 | 2  | Xuống hạng TFF First League 2025–26         |

1. ↑  Đội vô địch Cúp bóng đá Thổ Nhĩ Kỳ 2024–25 (Galatasaray) sẽ đủ điều kiện tham dự vòng play-off Europa League. Vì Galatasaray đã đủ điều kiện tham dự Champions League nên suất Europa League này sẽ được trao cho đội đứng thứ ba.
2. 1 2 3  Đối đầu: Alanyaspor 1–1 Kayserispor, Alanyaspor 3–0 Gaziantep, Kayserispor 2–0 Alanyaspor, Kayserispor 2–2 Gaziantep, Gaziantep 0–1 Alanyaspor, Gaziantep 1–0 Kayserispor. Điểm đối đầu: Alanyaspor 7, Kayserispor 5, Gaziantep 4.
3. ↑  Câu lạc bộ Adana Demirspor bị trừ 3 điểm do đã tự ý rút lui khỏi trận đấu với Galatasaray ở phút thứ 30 để phản đối quyết định của trọng tài.[23] Sau đó, Ủy ban kỷ luật của Liên đoàn bóng đá Thổ Nhĩ Kỳ đã ra phán quyết Adana Demirspor bị xử thua trận với tỷ số 0-3 và bị trừ thêm 3 điểm nữa, tổng cộng là 6 điểm. Sau đó Adana bị trừ thêm 6 điểm nữa, tổng cộng là bị trừ 12 điểm.

### Vị trí theo vòng
Bảng liệt kê vị trí của các đội sau mỗi vòng thi đấu. Để duy trì các diễn biến theo trình tự thời gian, bất kỳ trận đấu bù nào sẽ không được tính vào vòng đấu mà chúng đã được lên lịch ban đầu mà sẽ được tính thêm vào vòng đấu diễn ra ngay sau đó.
| Đội ╲ Vòng  | 1               | 2  | 3  | 4  | 5  | 6  | 7  | 8  | 9  | 10 | 11 | 12 | 13 | 14 | 15 | 16 | 17 | 18 | 19 | 20 | 21 | 22 | 23 | 24 | 25 | 26 | 27 | 28 | 29 | 30 | 31 | 32 | 33 | 34 | 35 | 36 | 37 | 38 |    |
| ----------- | --------------- | -- | -- | -- | -- | -- | -- | -- | -- | -- | -- | -- | -- | -- | -- | -- | -- | -- | -- | -- | -- | -- | -- | -- | -- | -- | -- | -- | -- | -- | -- | -- | -- | -- | -- | -- | -- | -- | -- |
| Đội ╲ Vòng  | Adana Demirspor | 17 | 18 | 18 | 19 | 19 | 19 | 19 | 19 | 19 | 19 | 19 | 19 | 19 | 19 | 19 | 19 | 19 | 19 | 19 | 19 | 19 | 19 | 19 | 19 | 19 | 19 | 19 | 19 | 19 | 19 | 19 | 19 | 19 | 19 | 19 | 19 | 19 | 19 |
| Alanyaspor  | 6               | 15 | 15 | 16 | 15 | 12 | 9  | 11 | 14 | 16 | 15 | 17 | 16 | 15 | 16 | 14 | 15 | 10 | 11 | 11 | 11 | 9  | 10 | 11 | 10 | 12 | 13 | 14 | 14 | 17 | 17 | 15 | 16 | 15 | 15 | 15 | 15 | 12 |    |
| Antalyaspor | 10              | 16 | 7  | 11 | 8  | 10 | 13 | 14 | 15 | 12 | 14 | 11 | 14 | 11 | 12 | 8  | 9  | 12 | 13 | 14 | 14 | 13 | 13 | 13 | 12 | 13 | 10 | 12 | 11 | 10 | 8  | 12 | 13 | 11 | 12 | 12 | 14 | 15 |    |
| Başakşehir  | 9               | 4  | 5  | 5  | 3  | 5  | 5  | 5  | 6  | 7  | 8  | 8  | 8  | 7  | 7  | 7  | 7  | 7  | 7  | 7  | 7  | 6  | 7  | 7  | 7  | 7  | 7  | 8  | 6  | 6  | 6  | 6  | 6  | 5  | 5  | 5  | 5  | 5  |    |
| Beşiktaş    | 1               | 1  | 3  | 3  | 4  | 3  | 3  | 3  | 2  | 4  | 4  | 5  | 6  | 5  | 5  | 6  | 6  | 6  | 6  | 6  | 6  | 7  | 6  | 5  | 4  | 4  | 4  | 4  | 4  | 4  | 5  | 5  | 4  | 4  | 3  | 4  | 4  | 4  |    |
| Bodrum      | 18              | 19 | 13 | 14 | 16 | 13 | 8  | 9  | 12 | 13 | 13 | 16 | 17 | 17 | 17 | 17 | 17 | 17 | 17 | 16 | 16 | 17 | 17 | 17 | 17 | 15 | 16 | 15 | 16 | 14 | 14 | 16 | 17 | 17 | 17 | 16 | 16 | 16 |    |
| Eyüpspor    | 8               | 3  | 2  | 4  | 5  | 7  | 6  | 7  | 5  | 5  | 5  | 4  | 4  | 4  | 4  | 4  | 5  | 4  | 5  | 5  | 4  | 4  | 4  | 4  | 5  | 5  | 5  | 5  | 5  | 5  | 4  | 4  | 5  | 6  | 6  | 6  | 6  | 6  |    |
| Fenerbahçe  | 4               | 6  | 1  | 1  | 1  | 2  | 2  | 4  | 4  | 3  | 3  | 2  | 2  | 2  | 2  | 2  | 2  | 2  | 2  | 2  | 2  | 2  | 2  | 2  | 2  | 2  | 2  | 2  | 2  | 2  | 2  | 2  | 2  | 2  | 2  | 2  | 2  | 2  |    |
| Galatasaray | 3               | 2  | 4  | 2  | 2  | 1  | 1  | 1  | 1  | 1  | 1  | 1  | 1  | 1  | 1  | 1  | 1  | 1  | 1  | 1  | 1  | 1  | 1  | 1  | 1  | 1  | 1  | 1  | 1  | 1  | 1  | 1  | 1  | 1  | 1  | 1  | 1  | 1  |    |
| Gaziantep   | 5               | 9  | 10 | 13 | 14 | 15 | 15 | 16 | 16 | 15 | 12 | 14 | 11 | 13 | 10 | 12 | 8  | 8  | 8  | 8  | 9  | 12 | 12 | 10 | 13 | 10 | 8  | 6  | 8  | 8  | 7  | 8  | 11 | 12 | 13 | 13 | 13 | 14 |    |
| Göztepe     | 11              | 11 | 9  | 6  | 9  | 6  | 7  | 6  | 7  | 6  | 7  | 6  | 5  | 6  | 6  | 5  | 4  | 5  | 4  | 4  | 5  | 5  | 5  | 6  | 6  | 6  | 6  | 7  | 7  | 7  | 10 | 10 | 8  | 7  | 7  | 8  | 8  | 8  |    |
| Hatayspor   | 16              | 14 | 17 | 18 | 18 | 18 | 18 | 18 | 18 | 18 | 18 | 18 | 18 | 18 | 18 | 18 | 18 | 18 | 18 | 18 | 18 | 18 | 18 | 18 | 18 | 18 | 18 | 18 | 18 | 18 | 18 | 18 | 18 | 18 | 18 | 18 | 18 | 18 |    |
| Kasımpaşa   | 15              | 13 | 14 | 8  | 11 | 11 | 14 | 12 | 9  | 10 | 9  | 9  | 12 | 14 | 14 | 11 | 10 | 9  | 12 | 12 | 12 | 8  | 8  | 8  | 9  | 11 | 12 | 10 | 9  | 9  | 11 | 9  | 10 | 9  | 9  | 9  | 9  | 10 |    |
| Kayserispor | 14              | 17 | 19 | 17 | 17 | 17 | 17 | 17 | 17 | 17 | 17 | 15 | 15 | 16 | 15 | 16 | 16 | 16 | 16 | 17 | 17 | 16 | 16 | 16 | 16 | 17 | 17 | 17 | 17 | 15 | 13 | 13 | 12 | 13 | 11 | 11 | 12 | 13 |    |
| Konyaspor   | 2               | 8  | 12 | 9  | 6  | 8  | 11 | 8  | 11 | 11 | 10 | 10 | 13 | 10 | 8  | 9  | 11 | 13 | 15 | 13 | 15 | 14 | 14 | 14 | 14 | 14 | 14 | 13 | 12 | 12 | 12 | 11 | 9  | 10 | 10 | 10 | 10 | 11 |    |
| Rizespor    | 7               | 5  | 8  | 12 | 12 | 16 | 16 | 15 | 13 | 14 | 16 | 12 | 9  | 8  | 9  | 10 | 12 | 11 | 9  | 10 | 8  | 10 | 11 | 12 | 11 | 8  | 9  | 11 | 13 | 13 | 15 | 14 | 14 | 14 | 14 | 14 | 11 | 9  |    |
| Samsunspor  | 19              | 10 | 11 | 7  | 10 | 4  | 4  | 2  | 3  | 2  | 2  | 3  | 3  | 3  | 3  | 3  | 3  | 3  | 3  | 3  | 3  | 3  | 3  | 3  | 3  | 3  | 3  | 3  | 3  | 3  | 3  | 3  | 3  | 3  | 4  | 3  | 3  | 3  |    |
| Sivasspor   | 12              | 7  | 6  | 10 | 7  | 9  | 12 | 13 | 10 | 8  | 6  | 7  | 7  | 9  | 11 | 13 | 14 | 15 | 14 | 15 | 13 | 15 | 15 | 15 | 15 | 16 | 15 | 16 | 15 | 16 | 16 | 17 | 15 | 16 | 16 | 17 | 17 | 17 |    |
| Trabzonspor | 13              | 12 | 16 | 15 | 13 | 14 | 10 | 10 | 8  | 9  | 11 | 13 | 10 | 12 | 13 | 15 | 13 | 14 | 10 | 9  | 10 | 11 | 9  | 9  | 8  | 9  | 11 | 9  | 10 | 11 | 9  | 7  | 7  | 8  | 8  | 7  | 7  | 7  |    |

## Kết quả

### Tỷ số
| Nhà \ Khách     | ADE | ALA | ANT | BAŞ | BEŞ | BOD | EYÜ | FEN | GAL | GAZ | GÖZ | HAT | KAS | KAY | KON | RİZ | SAM | SİV | TRA |
| --------------- | --- | --- | --- | --- | --- | --- | --- | --- | --- | --- | --- | --- | --- | --- | --- | --- | --- | --- | --- |
| Adana Demirspor | —   | 0–2 | 1–1 | 0–1 | 2–1 | 0–0 | 0–1 | 0–4 | 1–5 | 2–2 | 1–2 | 0–5 | 3–5 | 0–2 | 0–1 | 1–2 | 1–3 | 2–4 | 0–1 |
| Alanyaspor      | 3–2 | —   | 1–2 | 5–4 | 1–1 | 0–1 | 1–1 | 0–2 | 1–2 | 3–0 | 1–1 | 0–0 | 1–2 | 1–1 | 2–1 | 1–0 | 1–0 | 2–0 | 2–1 |
| Antalyaspor     | 2–1 | 2–1 | —   | 0–0 | 1–1 | 3–2 | 1–4 | 0–2 | 0–3 | 0–0 | 0–0 | 3–2 | 2–1 | 2–0 | 1–0 | 2–1 | 2–1 | 2–1 | 0–2 |
| Başakşehir      | 2–3 | 4–2 | 5–2 | —   | 0–0 | 0–1 | 1–1 | 1–4 | 1–2 | 2–1 | 4–1 | 3–0 | 2–2 | 1–1 | 1–0 | 2–0 | 4–0 | 1–0 | 0–3 |
| Beşiktaş        | 4–1 | 1–1 | 4–2 | 0–2 | —   | 2–1 | 2–1 | 1–0 | 2–1 | 1–2 | 2–4 | 5–1 | 1–3 | 2–0 | 2–0 | 1–2 | 0–0 | 2–0 | 2–1 |
| Bodrum          | 3–1 | 0–0 | 0–0 | 0–1 | 0–4 | —   | 0–1 | 2–4 | 0–1 | 0–1 | 0–0 | 1–0 | 1–0 | 1–1 | 3–1 | 0–1 | 1–2 | 2–0 | 1–1 |
| Eyüpspor        | 6–0 | 3–0 | 2–1 | 1–3 | 1–3 | 4–1 | —   | 1–1 | 1–5 | 3–2 | 1–0 | 2–0 | 0–3 | 1–1 | 2–1 | 1–2 | 3–0 | 1–0 | 0–0 |
| Fenerbahçe      | 1–0 | 3–0 | 3–0 | 3–1 | 0–1 | 2–0 | 2–1 | —   | 1–3 | 3–1 | 3–2 | 2–1 | 3–1 | 3–3 | 2–1 | 3–2 | 0–0 | 4–0 | 4–1 |
| Galatasaray     | 3–0 | 1–0 | 4–0 | 2–0 | 2–1 | 2–0 | 2–2 | 0–0 | —   | 3–1 | 2–1 | 2–1 | 3–3 | 3–0 | 1–0 | 5–0 | 3–2 | 4–1 | 4–3 |
| Gaziantep       | 1–0 | 0–1 | 2–0 | 3–0 | 1–1 | 0–0 | 3–1 | 1–3 | 0–1 | —   | 2–1 | 2–1 | 2–2 | 1–0 | 3–1 | 1–0 | 0–1 | 2–1 | 0–0 |
| Göztepe         | 3–1 | 0–1 | 1–0 | 4–1 | 1–1 | 2–0 | 1–1 | 2–2 | 0–2 | 1–1 | —   | 1–1 | 5–0 | 3–0 | 2–0 | 3–0 | 2–2 | 3–2 | 2–1 |
| Hatayspor       | 1–3 | 1–0 | 2–3 | 2–4 | 1–1 | 0–1 | 0–1 | 4–2 | 1–1 | 3–1 | 1–1 | —   | 1–1 | 0–1 | 2–3 | 1–2 | 0–3 | 3–2 | 1–1 |
| Kasımpaşa       | 2–2 | 2–1 | 0–0 | 2–3 | 1–1 | 0–0 | 2–0 | 0–2 | 3–3 | 2–2 | 1–2 | 5–4 | —   | 1–2 | 2–3 | 3–2 | 1–4 | 3–1 | 1–1 |
| Kayserispor     | 0–0 | 2–0 | 3–1 | 3–1 | 0–3 | 1–1 | 2–2 | 2–6 | 1–5 | 2–2 | 1–0 | 5–0 | 1–0 | —   | 3–2 | 1–0 | 0–1 | 1–2 | 0–0 |
| Konyaspor       | 3–1 | 1–2 | 1–1 | 3–2 | 1–0 | 3–1 | 2–1 | 2–3 | 1–2 | 1–0 | 1–0 | 1–1 | 3–3 | 0–0 | —   | 2–1 | 0–1 | 0–0 | 1–0 |
| Rizespor        | 3–2 | 3–1 | 2–1 | 1–1 | 1–1 | 0–2 | 1–0 | 0–5 | 1–2 | 2–0 | 6–3 | 5–2 | 0–1 | 3–0 | 1–1 | —   | 0–1 | 1–1 | 3–1 |
| Samsunspor      | 3–2 | 1–1 | 2–0 | 2–0 | 0–2 | 4–0 | 3–0 | 2–2 | 0–2 | 2–1 | 4–3 | 2–0 | 0–2 | 2–1 | 0–1 | 2–3 | —   | 1–0 | 2–1 |
| Sivasspor       | 5–1 | 1–1 | 2–0 | 1–2 | 0–2 | 0–0 | 0–1 | 1–3 | 2–3 | 3–2 | 3–1 | 3–2 | 0–0 | 5–2 | 1–1 | 2–1 | 0–0 | —   | 0–0 |
| Trabzonspor     | 5–0 | 4–3 | 5–0 | 1–0 | 1–1 | 1–0 | 1–0 | 2–3 | 0–2 | 3–2 | 1–1 | 1–2 | 2–2 | 2–2 | 3–2 | 2–0 | 2–2 | 4–0 | —   |

1. ↑  Trận đấu giữa Galatasaray và Adana Demirspor bị tạm hoãn ở phút thứ 30 do các cầu thủ Demirspor đã tự ý rút lui khỏi trận đấu để phản đối quyết định của trọng tài.[23] Sau đó, Ủy ban kỷ luật của Liên đoàn bóng đá Thổ Nhĩ Kỳ đã ra phán quyết Adana Demirspor bị xử thua trận với tỷ số 0-3 và bị trừ 6 điểm.

### Bảng thắng bại
- T = Thắng, H = Hòa, B = Bại
- – = không thi đấu
- () = Trận đấu bị hoãn
- (T), (H), (B) = Trận đấu bù và kết quả; Trận đấu bù được ghi trong cột nào, ví dụ cột số 5 có nghĩa là đã thi đấu sau vòng 5 và trước vòng 6.
- {} = Trận đấu bị tạm dừng.

| Đội \ Vòng      | 1 | 2 | 3  | 4 | 5     | 6 | 7 | 8 | 9 | 10 | 11 | 12 | 13 | 14 | 15 | 16 | 17 | 18 | 19 | Đội             | 20 | 21 | 22 | 23  | 24 | 25 | 26 | 27 | 28 | 29 | 30 | 31 | 32 | 33 | 34 | 35 | 36 | 37 | 38 | Đội             |
| --------------- | - | - | -- | - | ----- | - | - | - | - | -- | -- | -- | -- | -- | -- | -- | -- | -- | -- | --------------- | -- | -- | -- | --- | -- | -- | -- | -- | -- | -- | -- | -- | -- | -- | -- | -- | -- | -- | -- | --------------- |
| Adana Demirspor | B | B | H  | B | B     | B | B | B | – | B  | H  | B  | B  | B  | B  | T  | T  | B  | B  | Adana Demirspor | B  | B  | B  | {}B | H  | B  | H  | B  | –  | B  | B  | B  | B  | B  | B  | B  | B  | T  | H  | Adana Demirspor |
| Alanyaspor      | H | B | H  | B | H     | T | T | B | B | B  | H  | –  | H  | T  | B  | T  | H  | T  | H  | Alanyaspor      | B  | T  | T  | B   | B  | T  | B  | B  | B  | B  | B  | –  | T  | B  | H  | T  | H  | T  | T  | Alanyaspor      |
| Antalyaspor     | H | B | T  | B | T     | H | B | B | B | T  | B  | T  | –  | T  | H  | T  | B  | B  | B  | Antalyaspor     | B  | H  | T  | H   | H  | T  | B  | T  | B  | T  | T  | H  | –  | B  | T  | B  | H  | B  | B  | Antalyaspor     |
| Başakşehir      | H | T | () | T | T (B) | – | T | H | B | H  | B  | H  | B  | T  | T  | B  | H  | T  | B  | Başakşehir      | T  | B  | T  | H   | B  | –  | T  | B  | B  | T  | T  | T  | T  | B  | T  | B  | T  | B  | B  | Başakşehir      |
| Beşiktaş        | T | T | –  | T | H     | T | T | H | T | B  | B  | H  | B  | H  | T  | B  | H  | H  | T  | Beşiktaş        | H  | H  | –  | T   | T  | T  | T  | B  | B  | T  | H  | B  | H  | T  | T  | T  | H  | B  | T  | Beşiktaş        |
| Bodrum          | B | B | T  | B | B     | T | T | H | B | B  | H  | B  | B  | B  | –  | T  | B  | H  | B  | Bodrum          | H  | B  | B  | H   | T  | T  | H  | T  | T  | B  | T  | H  | B  | B  | –  | H  | H  | H  | B  | Bodrum          |
| Eyüpspor        | H | T | T  | H | H     | B | T | B | T | H  | T  | T  | B  | H  | T  | B  | H  | T  | –  | Eyüpspor        | T  | T  | T  | B   | H  | B  | B  | T  | H  | B  | T  | T  | B  | B  | B  | B  | B  | T  | –  | Eyüpspor        |
| Fenerbahçe      | T | H | T  | T | T     | B | T | – | H | T  | T  | T  | T  | T  | B  | T  | H  | T  | T  | Fenerbahçe      | T  | T  | T  | T   | T  | H  | T  | –  | H  | T  | T  | T  | H  | T  | B  | T  | T  | B  | T  | Fenerbahçe      |
| Galatasaray     | T | T | () | T | T (T) | T | H | T | T | T  | –  | T  | T  | H  | T  | T  | T  | T  | T  | Galatasaray     | H  | T  | T  | {}T | T  | H  | H  | T  | T  | B  | –  | T  | T  | T  | T  | T  | T  | T  | T  | Galatasaray     |
| Gaziantep       | T | B | () | – | B (B) | H | B | H | H | T  | T  | B  | T  | B  | T  | B  | T  | H  | T  | Gaziantep       | H  | B  | B  | –   | T  | B  | T  | T  | T  | B  | H  | T  | B  | B  | B  | B  | H  | H  | H  | Gaziantep       |
| Göztepe         | H | H | H  | T | –     | T | B | T | B | T  | B  | T  | T  | B  | T  | H  | T  | B  | T  | Göztepe         | T  | B  | B  | H   | –  | B  | H  | B  | H  | H  | H  | B  | H  | T  | T  | H  | B  | B  | T  | Göztepe         |
| Hatayspor       | B | H | B  | B | H     | B | – | H | B | B  | B  | T  | H  | H  | B  | H  | B  | B  | B  | Hatayspor       | H  | B  | B  | B   | T  | B  | –  | T  | T  | B  | B  | B  | B  | B  | B  | H  | T  | T  | B  | Hatayspor       |
| Kasımpaşa       | B | H | H  | T | B     | H | H | H | T | B  | T  | B  | H  | –  | H  | T  | H  | H  | B  | Kasımpaşa       | H  | T  | T  | T   | B  | B  | H  | B  | T  | T  | H  | B  | T  | –  | H  | T  | B  | H  | B  | Kasımpaşa       |
| Kayserispor     | – | B | () | H | H (H) | B | B | H | H | T  | H  | T  | B  | B  | T  | B  | B  | H  | B  | Kayserispor     | –  | B  | H  | T   | H  | T  | B  | T  | B  | T  | T  | T  | H  | T  | H  | T  | B  | H  | B  | Kayserispor     |
| Konyaspor       | T | B | B  | H | T     | H | B | T | B | B  | T  | B  | H  | T  | H  | H  | –  | B  | B  | Konyaspor       | H  | B  | T  | B   | B  | H  | T  | B  | T  | T  | B  | T  | T  | T  | B  | T  | –  | B  | B  | Konyaspor       |
| Rizespor        | H | T | B  | B | B     | B | B | T | T | –  | B  | T  | T  | T  | B  | H  | B  | H  | T  | Rizespor        | B  | T  | B  | B   | B  | T  | T  | B  | B  | –  | H  | B  | T  | B  | T  | B  | T  | T  | T  | Rizespor        |
| Samsunspor      | B | T | () | T | B (T) | T | T | T | H | T  | T  | B  | H  | T  | B  | –  | H  | T  | T  | Samsunspor      | H  | T  | B  | T   | T  | B  | H  | T  | H  | B  | B  | B  | B  | T  | T  | –  | T  | H  | T  | Samsunspor      |
| Sivasspor       | H | T | B  | B | T     | H | B | B | T | T  | T  | B  | H  | B  | B  | B  | H  | –  | H  | Sivasspor       | B  | T  | B  | B   | B  | H  | B  | T  | B  | T  | H  | B  | B  | T  | B  | H  | B  | –  | B  | Sivasspor       |
| Trabzonspor     | H | – | () | H | H (H) | H | T | H | T | B  | B  | B  | T  | B  | H  | B  | T  | B  | T  | Trabzonspor     | T  | –  | H  | T   | B  | T  | B  | B  | T  | H  | B  | T  | T  | T  | H  | B  | H  | H  | T  | Trabzonspor     |
| Đội \ Vòng      | 1 | 2 | 3  | 4 | 5     | 6 | 7 | 8 | 9 | 10 | 11 | 12 | 13 | 14 | 15 | 16 | 17 | 18 | 19 | Đội             | 20 | 21 | 22 | 23  | 24 | 25 | 26 | 27 | 28 | 29 | 30 | 31 | 32 | 33 | 34 | 35 | 36 | 37 | 38 | Đội             |

- Trận đấu giữa Galatasaray và Adana Demirspor ở vòng 23 bị tạm hoãn ở phút thứ 30 do các cầu thủ Demirspor đã tự ý rút lui khỏi trận đấu.[23] Sau đó Liên đoàn bóng đá Thổ Nhĩ Kỳ đã ra phán quyết Adana Demirspor bị xử thua trận với tỷ số 0-3.

## Thống kê

### Ghi bàn hàng đầu
| Hạng | Cầu thủ           | Đội         | Bàn thắng |
| ---- | ----------------- | ----------- | --------- |
| 1    | Victor Osimhen    | Galatasaray | 26        |
| 2    | Krzysztof Piątek  | Başakşehir  | 21        |
| 3    | Youssef En-Nesyri | Fenerbahçe  | 20        |
| 4    | Ali Sowe          | Rizespor    | 19        |
| 4    | Simon Banza       | Trabzonspor | 19        |
| 6    | Ciro Immobile     | Beşiktaş    | 15        |
| 6    | Mame Thiam        | Eyüpspor    | 15        |
| 8    | Edin Džeko        | Fenerbahçe  | 14        |
| 9    | Nuno da Costa     | Kasımpaşa   | 13        |
| 9    | Rômulo Cardoso    | Göztepe     | 13        |

#### Hat-trick
- H (= Home): Sân nhà
- A (= Away): Sân khách

| Stt | Cầu thủ          | Đội         | Đối đầu với | Tỷ số   | Thời gian          |
| --- | ---------------- | ----------- | ----------- | ------- | ------------------ |
| 1   | Fred             | Fenerbahçe  | Rizespor    | 5–0 (A) | Vòng 3, 25/8/2024  |
| 2   | Krzysztof Piątek | Başakşehir  | Antalyaspor | 5–2 (H) | Vòng 4, 1/9/2024   |
| 3   | Pedro Malheiro   | Trabzonspor | Antalyaspor | 5–0 (H) | Vòng 19, 12/1/2025 |
| 4   | Krzysztof Piątek | Başakşehir  | Samsunspor  | 4–0 (H) | Vòng 22, 1/2/2025  |
| 5   | Victor Osimhen   | Galatasaray | Antalyaspor | 4–0 (H) | Vòng 28, 14/3/2025 |
| 6   | Talisca          | Fenerbahçe  | Trabzonspor | 4–1 (H) | Vòng 30, 6/4/2025  |
| 7   | Ciro Immobile    | Beşiktaş    | Hatayspor   | 5–1 (H) | Vòng 33, 25/4/2025 |
| 8   | Miguel Cardoso   | Kayserispor | Antalyaspor | 3–1 (H) | Vòng 35, 12/5/2025 |

### Số trận giữ sạch lưới
| Hạng | Cầu thủ           | Câu lạc bộ  | Số trận thi đấu | Số trận sạch lưới | Tỷ lệ |
| ---- | ----------------- | ----------- | --------------- | ----------------- | ----- |
| 1    | Okan Kocuk        | Samsunspor  | 36              | 14                | 39%   |
| 2    | Diogo Sousa       | Bodrum      | 32              | 13                | 41%   |
| 3    | Uğurcan Çakır     | Trabzonspor | 32              | 13                | 41%   |
| 4    | Fernando Muslera  | Galatasaray | 34              | 13                | 38%   |
| 5    | Mert Günok        | Beşiktaş    | 34              | 11                | 32%   |
| 6    | Berke Özer        | Eyüpspor    | 34              | 10                | 28%   |
| 7    | Muhammed Şengezer | Başakşehir  | 34              | 10                | 28%   |
| 8    | Bilal Bayazıt     | Kayserispor | 25              | 9                 | 36%   |
| 9    | Dominik Livaković | Fenerbahçe  | 23              | 8                 | 35%   |
| 10   | Ertuğrul Taşkıran | Alanyaspor  | 35              | 8                 | 23%   |